# 田二河镇
田二河镇，是中华人民共和国湖北省孝感市汉川市下辖的一个乡镇级行政单位。

## 行政区划
田二河镇下辖以下地区：
西正街社区、东正街社区、二河村、宋河村、黄岭村、下凤岭村、支河村、前河村、七屋村、九屋村、神灵村、向湾村、燕子村、马潭村、九洲村、刘店村、南湖村、李集村、五丰村、蔡湖村、八屋咀村、骑龙村、陡埠村、白果树村和龚咀村。